# Revoltes d'Herat i d'Isfizar (1383)
A Herat i a Isfizar (Sabzawar d'Herat) es van produir el 1383 dues revoltes quasi simultànies però sense relació una amb l'altra. La revolta d'Herat fou mes aviat la revolta "a" Herat d'elements de fora de la ciutat que no una revolta d'Herat.
A començaments del 1383, estant el governador de Khurasan Miran Shah hivernant a un lloc anomenat Yendi a la riba del Murghab, el governador de Ghur, Malik Muhammad, amb els seus homes ghuris, es va dirigir a Herat; pel camí se’ls va ajuntar un guerrer notable de nom Abu Said Ishpabadh que havia estat 10 anys empresonat per ordre de Ghiyath al-Din d'Herat i havia estat alliberat per Tamerlà. Al arribar a Herat se’ls va unir una banda de captaires i bandits que van començar a provocar desordres i a cometre actes de crueltat. El propi governador d'Herat i els notables es van haver de retirar a la fortalesa de la ciutat dita d'Ikhtiyar al-Din; els agitadors van cremar la porta i van matar a la guarnició turca quan sortia. Miran Shah va tenir notícies dels fets i va enviar un destacament sota Saif al-Din Barles i Ak Bugha seguint ell mateix al darrere amb un fort contingent. Un combat a Khiavan, un sector de la ciutat, va acabar amb la derrota dels ghuris. Els agitadors es van dispersar i les tropes els van anar massacrant. Amb els caps dels morts es va fer una torre per servir d'exemple. La ciutat no es va rebel·lar mai més
Al mateix temps a la fortalesa de Sabzawar, un nom persa que vol dir 'Camps Verds', mes de 110 km al sud d'Herat, el governador Shaikh Daud-i Khitatai, antic servidor de la dinastia kart d'Herat, que havia estat nomenat pel govern de la fortalesa pel mateix Tamerlà, es va revoltar.
Miran Shah va enviar a Sabzawar d'Herat a l'emir Ak Bugha des de Herat, seguit de prop per l'amir Hajji Saif al-Din Barles. Sabzawar fou assetjada i presa i molts rebels executats però Shaikh Daud va poder fugir a la propera fortalesa de Bedrabad, al cim d'una muntanya, on els van anar a assetjar els dos amirs. Timur llavors va decidir enviar una part de l'exèrcit comandat per Shaikh Ali Bahadur i Utx Kara Bahadur cap a Astarabad, per combatre a Amir Wali i ell mateix en persona va decidir marxar cap Isfizar i després el Sistani Kandahar.

## Actes d'extrema crueltat a Isfizar o Sabzawar d'Herat (1383)
Timur va sortir d'Herat i va acampar a prop de Sabzawar d'Herat, el governador de la qual, Shaikh Daud, resistia a la fortalesa propera de Bedrabad on estava assetjat per Ak Bugha i per Hajji Saif al-Din; el setge estava en marxa quan va arribar Timur (novembre del 1383) i el gran amir va agafar el control de les operacions. El minat va ser efectiu i part de la fortalesa va caure; el minador principal, Shaikh Yahya Khurasani, va morir quan la paret li va caure al damunt. Els rebels foren derrotats i uns 2000 habitants, segurament no tots rebels, foren morts o fets presoners. En lloc d'executar-los en aquest lloc, Timur va triar un altre lloc com a exemple si es que feia falta, de les conseqüències de la rebel·lió. Fou un acte de brutalitat calculada per Timur. Els que van quedar vius van ser posats en muntanyes piramidals i coberts de morter quan encara eren vius. Yazdi escriu: “ "Hi havia prop de dos mil esclaus presos que foren amuntegats vius l'un amb l'altre amb morter i maons, hi van formar un monument de persones que dissuadien als demes de revoltar-se”. Després d'això se’n va anar cap al Sistan on se sospitava d'un altre revolta, amb el seu exèrcit que ara tenia 100.000 homes.